# Falownik

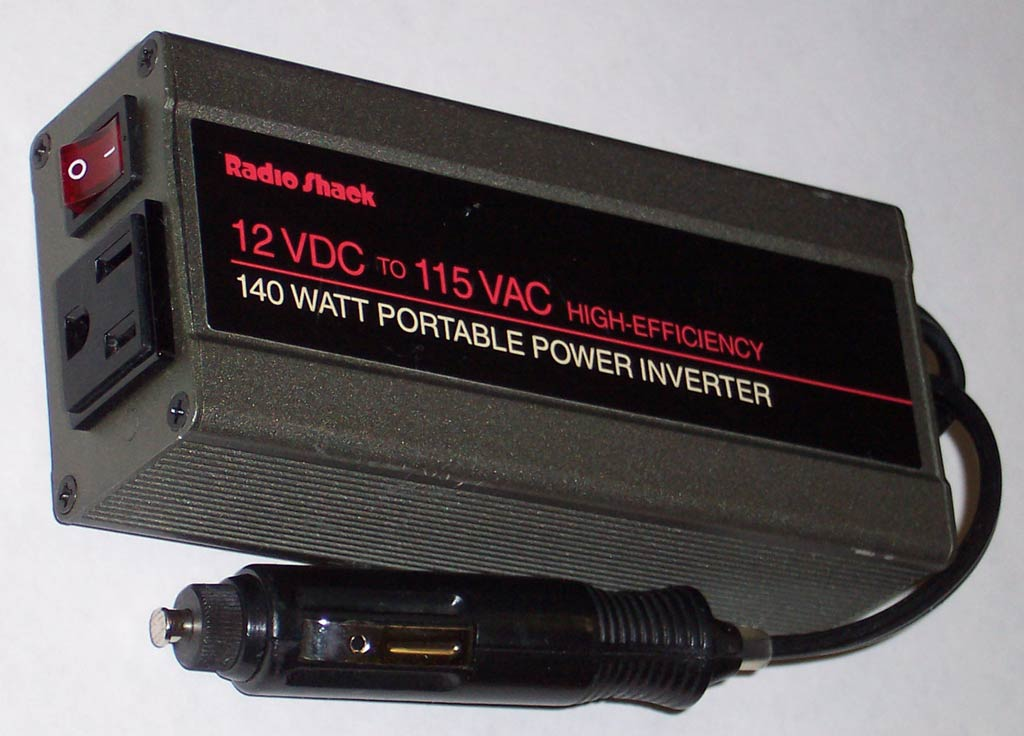
Przykład falownika zasilanego z akumulatora 12 V, wytwarzającego napięcie przemienne 115 V

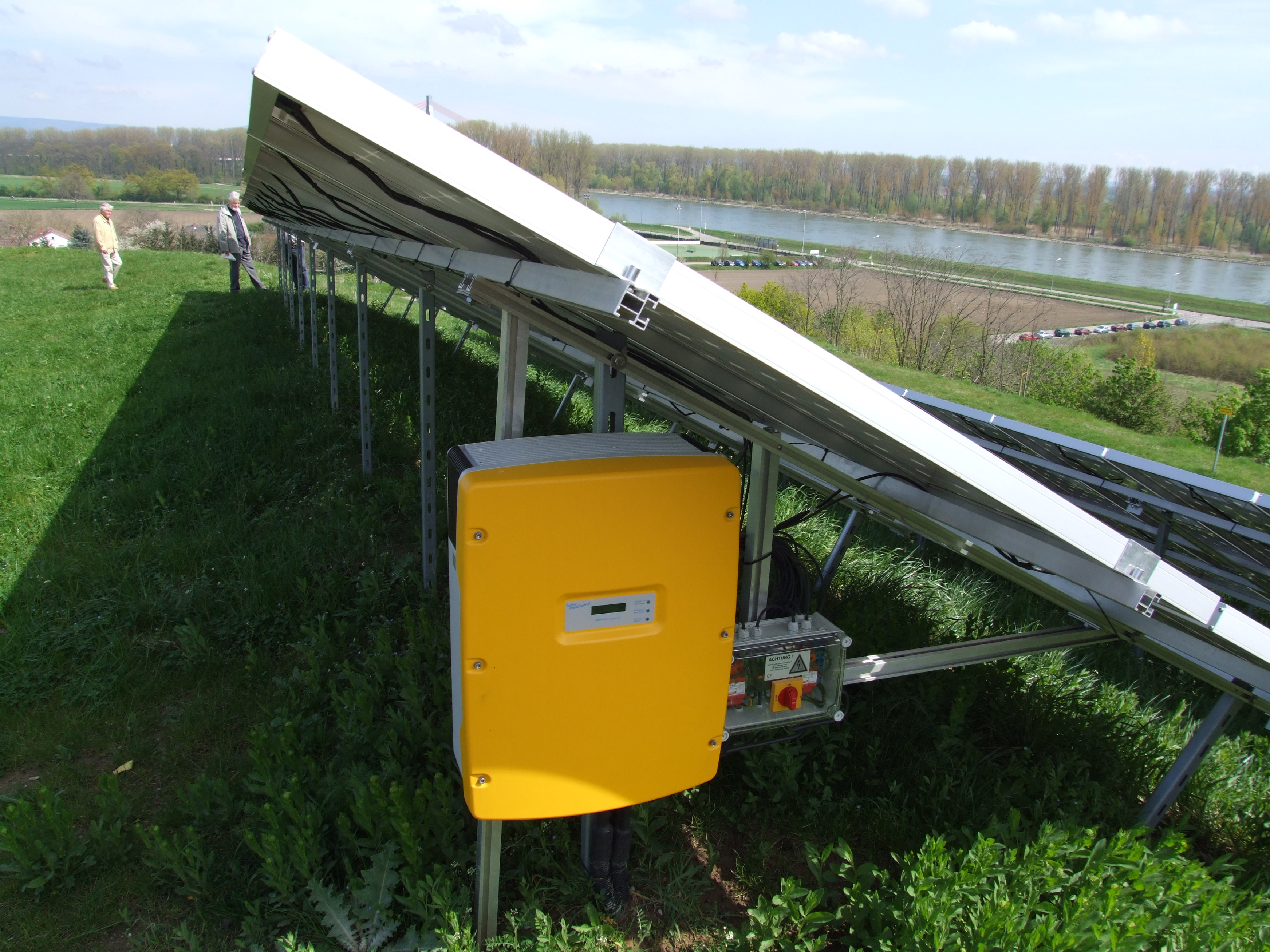
Falownik podłączony do systemu modułów fotowoltaicznych

Falownik (ang. power inverter, przetwornik mocy DC/AC) – urządzenie elektryczne zamieniające prąd stały (ang. direct current, DC), którym jest zasilane, na prąd przemienny (ang. alternating current, AC) o możliwej do regulowania częstotliwości wyjściowej. Jeśli w falowniku zastosuje się modulację szerokości impulsów (PWM), to wraz ze zmianą częstotliwości można regulować wartość skuteczną napięcia wyjściowego.

## Charakterystyka
Dawniej stosowane były falowniki tyrystorowe. Późniejsze falowniki to urządzenia sterowane procesorami sygnałowymi, mogące sterować wieloma parametrami zasilanego odbiornika mocy. Budowane są przy wykorzystaniu tranzystorów IGBT lub rzadziej, w przypadku niższego napięcia zasilania, tranzystorów polowych.
W zależności od rodzaju źródła zasilania falownika wyróżnia się:
- falowniki napięcia – zasilane ze źródła napięciowego – na wejściu falownika jest kondensator, ew. bateria kondensatorów o dużej pojemności,
- falowniki prądu – zasilane ze źródła prądowego – na wejściu falownika prądu jest dławik.

Podział ze względu na zasilanie przemienników częstotliwości („falowników” – są to przetwornice częstotliwości, tj. AC/AC, błędnie w handlu nazywane falownikami; rzeczywisty falownik zasilany jest tylko z obwodu prądu stałego):
- przemienniki częstotliwości zasilane 1-fazowo (230 V) z wyjściem 3-fazowym (3 × 230 V) – umożliwiają pracę silników indukcyjnych trójfazowych (zwykle do 3 kW) ze znamionowymi parametrami, tam gdzie nie ma zasilania trójfazowego (wymagają jednak zmiany układu połączeń z typowej dla silników małej mocy „gwiazdy” na „trójkąt”),
- przemienniki częstotliwości zasilane 3-fazowo z wyjściem 3-fazowym (3 × 400 V).

## Podział falowników według metod sterowania
- sterowanie skalarne z charakterystyką liniową U/f = const (taśmociągi, podnośniki itp.) lub charakterystyką kwadratową U/f² = const (wentylatory, pompy odśrodkowe itp.),
- sterowanie wektorowe, np. DTC (ang. Direct Torque Control).

Falowniki skalarne znajdują zastosowanie w systemach napędowych zmiennomomentowych i są bardzo ekonomiczne, ich działanie polega na dostarczaniu do silnika minimalnej możliwej energii tak, aby nie spowodować jeszcze obniżenia się częstotliwości wyjściowej poniżej wartości zadanej.
Falowniki wektorowe stosuje się w systemach napędowych stałomomentowych, charaktryzują się optymalną regulacją momentu obrotowego, stosownie do wymagań stawianych przez maszynę i jej zastosowanie. Jakość dynamiki takiego napędu jest szczególnie widoczna w przypadku niskich prędkości obrotowych.
Falowniki ze sterowaniem DTC posiadają najbardziej zaawansowaną metodę sterowania silnikiem prądu przemiennego, która pozwala na dokładną kontrolę zarówno prędkości obrotowej silnika, jak i momentu obrotowego, bez konieczności stosowania sprzężenia zwrotnego w postaci enkodera na wale silnika.

## Podział falowników według zasilania
- falowniki 1-fazowe: falowniki zasilane jednofazowo, np. 1 x 230 V z wyjściem trójfazowym 3 x 230 V,
- falowniki 3-fazowe: falowniki zasilane trójfazowo, np. 3 x 230 V z wyjściem trójfazowym 3 x 230 V.

Falowniki zasilane są często z sieci prądu przemiennego przez niesterowany prostownik diodowy lub sterowany prostownik tyrystorowy, ew. prostownik tranzystorowy. Taki układ, czyli prostownik + falownik + obwód pośredniczący z kondensatorem (dla falownika napięcia) lub dławikiem (dla falownika prądu), nazywany jest elektroniczną przetwornicą częstotliwości.

## Zastosowanie
Falowniki przemysłowe (nazywane przemiennikami częstotliwości lub inwerterami) stosowane w elektronicznych przetwornicach częstotliwości, służą głównie do regulacji prędkości obrotowej klatkowych silników indukcyjnych. Mają obecnie dość szerokie zastosowanie w przemyśle, stanowią najwydajniejszy sposób regulacji prędkości. W urządzeniach domowych stosowane są również do regulacji prędkości obrotowej np. pralek. Zgodnie ze wzorem na prędkość obrotową silnika elektrycznego, zmiana częstotliwości zmienia prędkość obrotową silnika.
Wadą falowników jest cena, wynikająca ze stopnia skomplikowania.